# Johan Herman Wessel

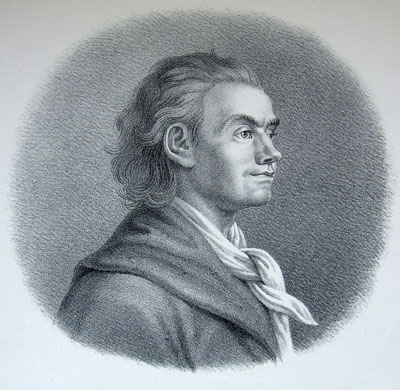
Wessel (1868)

Johan Herman Wessel (Vestby, 6 oktober 1742 – Kopenhagen, 29 december 1785) was een Deens-Noorse schrijver. Hij is vooral gekend van zijn blijspel Kjærlighet uten strømper uit 1772.

## Biografie
Johan Herman Wessel was een van de dertien kinderen van priester Jonas Wessel (1707-1785) en Helene Maria Schumacher (1715-1789).  Hij is de broer van Caspar Wessel (1745–1818) en Ole Christopher Wessel (1744–1794). Hij liep school in de Kathedraalschool van Oslo (1757-1761) en later aan de universiteit van Kopenhagen (1761-?) alwaar hij vreemde talen studeerde. Hij werkte als lesgever en als vertaler en schreef daarnaast gedichten en toneelstukken. Hij sloot zich aan bij de patriottische literaire groep Norske Selskab en maakte zo zijn naam.
In 1780 trouwde hij met Anna Catharia Bukier (1748–1813) en samen kregen ze in 1781 een zoon, Jonas Wessel.  Johan Hij is begraven op het kerkhof van de Trinitatis Kerk.
- Bibsys: 90119426
- Bibliothèque nationale de France: cb12176030f (data)
- Gemeinsame Normdatei: 119190389
- International Standard Name Identifier: 0000 0000 8113 1934
- Library of Congress Control Number: n85220273
- Nationale Bibliotheek van Tsjechië: ola2003191734
- Nederlandse Thesaurus van Auteursnamen: 067849202
- LIBRIS: 229805
- Système universitaire de documentation: 030320259
- Virtual International Authority File: 34499409
- WorldCat: E39PBJfWXQyFFq3tCTbbyC6h73